# Имението (теленовела)
Имението (на испански: La Tormenta) e испаноезична теленовела създадена през 2005/06 г. САЩ и Колумбия от компаниите Телемундо и RTI Colombia. Главните роли са поверени на Кристиан Майер и Наталия Страйгнард. Излъчва се по канал Телемундо в периода 19 септември, 2005 - 24 юли, 2006 г. Създаден и римейк на теленовелата под името „Бурята“, протагонизирана от Химена Наварете и Уилям Леви.

## История
Внимание:  Текстът по-долу разкрива сюжета на произведението (или части от него)!
Това е историята на Мария Тереса Монтия (Наталия Страйгнард) и Сантос Тореалба (Кристиан Майер) – две съвсем различни личности които ще открият любовта, въпреки всички усилия това да не се случи.
Мария Тереса, жена свикнала с удобствата на големия град, ще трябва да се премести в селото за да поеме управлението но една стара плантация на име „La Tormenta“, за да избегне фалита на семейството си.
Тя е напълно убедена, че ще успее да се справи, но разбира, че няма да е много лесно, още повече когато се запознава с управителя на имението – Сантос Тореалба, с когото изпада в конфликт още при пристигането си. Но въпреки всичко от цялата омраза между тях, ще се роди една голяма и истинска любов.

## Актьорски състав
- Наталия Страйгнард – Мария Тереса Монтия
- Кристиан Майер – Сантос Тореалба
- Наташа Клаус – Исабела Монтия
- Аура Кристина Гейтнер – Бернарда Аяла
- Айлин Абад – Валентина Аяла
- Кристина Лилей – Еделмира Гереро
- Хуан Пабло Шук – Отец Дамян
- Марсело Буке – Симон Гереро
- Алехандро Буенавентура – Ернесто Монтия
- Росмари Бооркес – Далила
- Кармен Виялобос – Тринидад Аяла
- Мануел Балби – Хесус Ниньо

## В България
В България теленовелата е излъчена през 2006 – 2007 г. по Нова телевизия.